# Hamilton Red Wings
Hamilton Red Wings je bil mladinski hokejski klub iz Hamiltona. Deloval je v ligi Ontario Hockey Association od 1960 do 1974. Domača dvorana kluba je bila Barton Street Arena, tudi znana kot Hamilton Forum.

## Zgodovina
Moštvo Hamilton Tiger Cubs se je leta 1960 preimenovalo in postalo Hamilton Red Wings, saj ga je sponzoriralo NHL moštvo Detroit Red Wings. Moštvo je delovalo 14 sezon, dokler se ni preimenovalo v Hamilton Fincups.
Leta 1962 je moštvo treniral Eddie Bush, direktor pa je bil Jimmy Skinner (prvak Stanleyjevega pokala 1954/55 kot trener). Moštvo je sezono zaključilo na drugem mestu v OHA in na poti do pokala Memorial Cup izgubilo le eno tekmo. V končnici so tako premagali moštva St. Catharines Teepees, Niagara Falls Flyers in prvake Metro mladinske A lige Toronto St. Michael's Majors 4-1 v tekmah, s čimer so osvojili pokal J. Ross Robertson Cup. Zatem so pometli z moštvom Quebec Citadelles in osvojili Prvenstvo vzhodne Kanade. 
Nato so igrali proti prvakom zahodne Kanade, moštvu Edmonton Oil Kings, za pokal Memorial Cup. Prvo tekmo Memorial Cupa 1962 je Hamilton na domačem ledu v Barton Street Areni dobil s 5-2. Naslednje tri tekme so igrali v gosteh v dvorani Guelph Memorial Gardens. Na drugi tekmi je bil Hamilton boljši s 4-2, drugo je dobil Edmonton s 5-3, v tretji je dominiral Hamilton s 3-0. Peto in odločilno tekmo so igrali v dvorani Kitchener Memorial Auditorium. Hamilton Red Wings so porazili Edmonton Oil Kingse 7-4 in osvojili Memorial Cup s 4-1 v tekmah. 
Pet let kasneje (1967) so se Red Wingsi zopet prebili v finale OHA, a so jih tam odpravili Toronto Marlboros s 4-0 v tekmah. 

## Igralci
Dva najbolj znana igralca, ki sta zaigrala v ligi NHL, sta bila "Little M" Pete Mahovlich in junak turnirja Summit Series 1972 Paul Henderson. Mnogi igralci Hamilton Red Wingsov so odšli igrat za NHL moštvo Detroit Red Wings.
Nagrajeni igralci
- 1960/1961 - Bud Blom, Dave Pinkney Trophy, najnižji moštveni GAA
- 1961/1962 - Pit Martin, Red Tilson Trophy, najizrednejši igralec
- 1961/1962 - Lowell MacDonald, William Hanley Trophy, najbolj športni igralec
- 1962/1963 - Paul Henderson, William Hanley Trophy, najbolj športni igralec
- 1964/1965 - Jimmy Peters, William Hanley Trophy, najbolj športni igralec
- 1967/1968 - Jim Rutherford in Gerry Gray, Dave Pinkney Trophy, najnižji moštveni GAA

### NHL igralci
| - Gerry Abel - Ron Anderson - Cam Botting - Gord Brooks - Jerry Butler - Bryan Campbell - Gary Coalter - Joe Contini - Bart Crashley - Bob Dillabough - Gary Doak - Gary Geldart - Ed Gilbert - Larry Gould - Gerry Gray - Ron Harris | - Buster Harvey - Ed Hatoum - Earl Heiskala - Paul Henderson - Greg Hickey - Pat Hickey - Paul Hoganson - Larry Jeffrey - Rick Jodzio - Mike Keating - Rick Kehoe - Roger Lafreniere - Danny Lawson - Rene Leclerc - Real Lemieux - Nick Libett | - Lowell MacDonald - Pete Mahovlich - Jim Mair - Randy Manery - Ken Mann - Bob Manno - Gary Marsh - Pit Martin - Dale McCourt - Howie Menard - John Miszuk - Jim Moxey - Bob Neely - Jim Niekamp - Randy Osburn - Jimmy Peters | - Greg Redquest - Glen Richardson - Wayne Rivers - Jim Rutherford - Jim Schoenfeld - Ron Sedlbauer - Ric Seiling - Rick Smith - Sandy Snow - Fred Speck - Mike Veisor - Bob Wall - Jim Watson - Brian Watts - Tom Williams - Ron Wilson |

## Izidi
Redna sezona
| Sezona  | Tekem | Zmag | Porazov | Remijev | TOČ | %     | GF  | GA  | Uvrstitev |
| 1960/61 | 48    | 22   | 19      | 7       | 51  | 0.531 | 192 | 148 | 3. v OHA  |
| 1961/62 | 50    | 32   | 12      | 6       | 70  | 0.700 | 220 | 162 | 2. v OHA  |
| 1962/63 | 50    | 21   | 21      | 8       | 50  | 0.500 | 202 | 184 | 4. v OHA  |
| 1963/64 | 56    | 11   | 35      | 10      | 32  | 0.286 | 193 | 285 | 7. v OHA  |
| 1964/65 | 56    | 14   | 31      | 11      | 39  | 0.348 | 220 | 287 | 8. v OHA  |
| 1965/66 | 48    | 22   | 20      | 6       | 50  | 0.521 | 203 | 217 | 5. v OHA  |
| 1966/67 | 48    | 22   | 21      | 5       | 49  | 0.510 | 172 | 161 | 4. v OHA  |
| 1967/68 | 54    | 31   | 13      | 10      | 72  | 0.667 | 253 | 162 | 3. v OHA  |
| 1968/69 | 54    | 27   | 24      | 3       | 57  | 0.528 | 207 | 190 | 5. v OHA  |
| 1969/70 | 54    | 16   | 26      | 12      | 44  | 0.407 | 207 | 238 | 9. v OHA  |
| 1970/71 | 62    | 22   | 35      | 5       | 49  | 0.395 | 224 | 328 | 7. v OHA  |
| 1971/72 | 63    | 11   | 46      | 6       | 28  | 0.222 | 200 | 334 | 10. v OHA |
| 1972/73 | 63    | 15   | 41      | 7       | 37  | 0.294 | 244 | 374 | 9. v OHA  |
| 1973/74 | 70    | 16   | 49      | 5       | 37  | 0.264 | 221 | 376 | 11. v OHA |

Končnica
- 1960/61 Premagali Peterborough Petes 8-2 v točkah (četrtfinale), a izgubili proti St. Michael's Majors 9-2 v točkah (polfinale).
- 1961/62 Premagali St. Catharines Teepees 9-3 v točkah (polfinale OHA) in Niagara Falls Flyers 8-0 v točkah (finale OHA). Premagali St. Michael's Majors 8-s v točkah (finale vsega Ontaria) in postali prvaki OHA. Premagali Quebec Citadelles (končnica Richardson Trophy). Premagali Edmonton Oil Kings 8-2 v točkah (finale Memorial Cupa) in postali prvaki Memorial Cupa.
- 1962/63 Izgubili proti Niagara Falls Flyers 8-2 v točkah (polfinale OHA).
- 1963/64 Se niso uvrstili v končnico.
- 1964/65 Se niso uvrstili v končnico.
- 1965/66 Izgubili proti Montreal Junior Canadiens 8-0 v točkah (četrtfinale).
- 1966/67 Premagali Peterborough Petes 8-4 v točkah (četrtfinale) in Niagara Falls Flyers 8-6 v točkah (polfinale), a izgubili proti Toronto Marlboros 8-0 v točkah (finale).
- 1967/68 Premagali London Knights 8-2 v točkah (četrtfinale), a izgubili proti Kitchener Rangers 8-4 v točkah (polfinale).
- 1968/69 Izgubili proti Montreal Junior Canadiens 8-0 v točkah (četrtfinale).
- 1969/70 Se niso uvrstili v končnico.
- 1970/71 Izgubili proti  Ottawa 67's 9-5 v točkah (četrtfinale).
- 1971/72 Se niso uvrstili v končnico.
- 1972/73 Se niso uvrstili v končnico.
- 1973/74 Se niso uvrstili v končnico.

## Dvorana
Hamilton Red Wings so igrali domače tekme v dvorani Barton Street Arena, tudi znani kot Hamilton Forum.